# Max Peiffer Watenphul

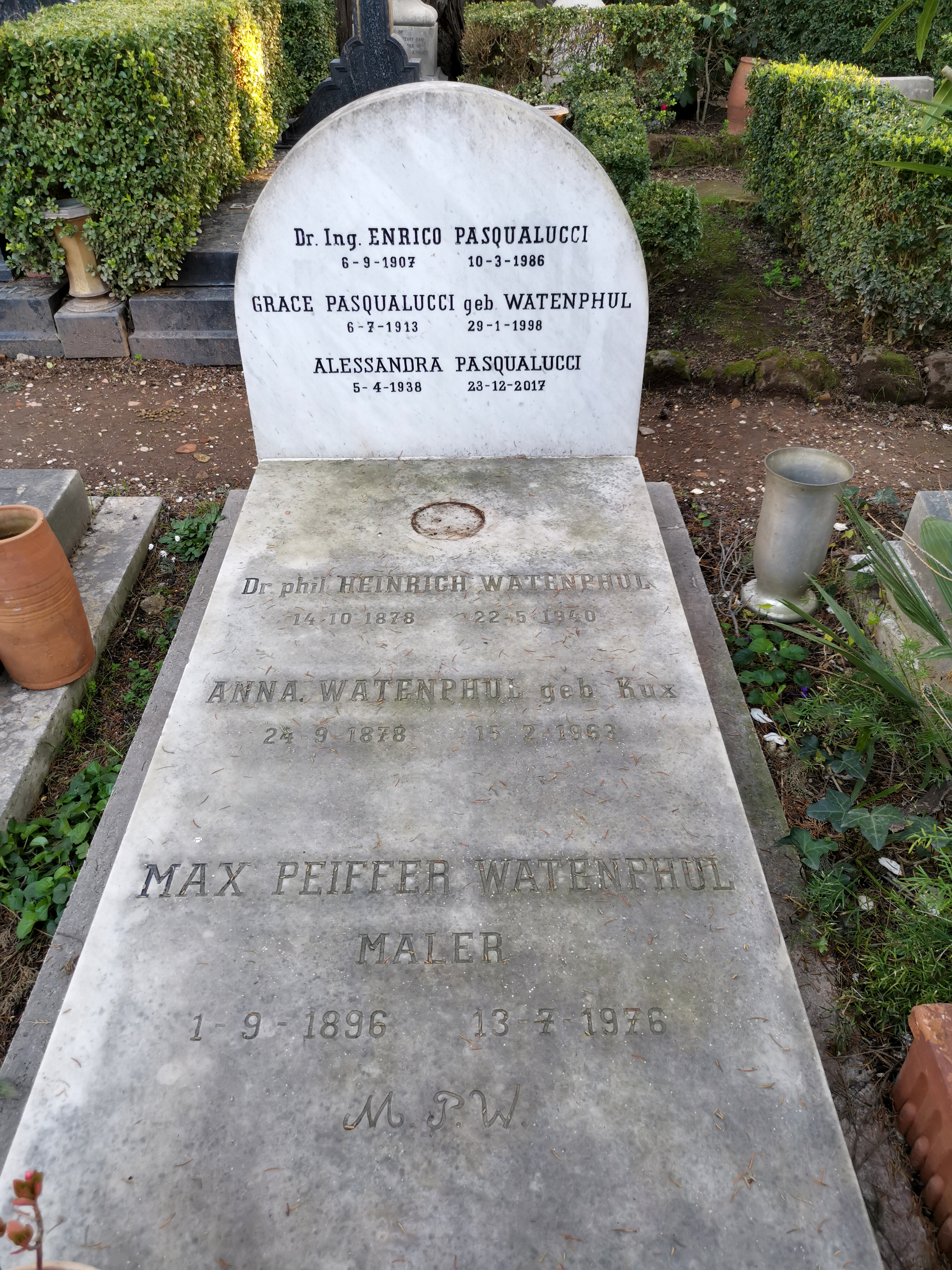
Grab auf dem Nichtkatholischen (Protestantischen) Friedhof Rom

Max Peiffer Watenphul (* 1. September 1896 in Weferlingen; † 13. Juli 1976 in Rom) war ein deutscher Maler.

## Leben und Werk

### Jugendjahre und Studium
Max Peiffer Watenphul wurde als Sohn des Apothekers Karl Josef Emil Peiffer († 1903) und seiner Frau Anna, geborene Kux (1878–1963). 1906 heiratete die Mutter in zweiter Ehe Heinrich Watenphul (1878–1940), Lehrer am Gymnasium in Quedlinburg, wo die Familie bis 1911 wohnte. Danach übersiedelte die Familie nach Hattingen an der Ruhr, wo der Stiefvater, der auch Bücher über mittellateinische Dichtung verfasste, Direktor des Realgymnasiums wurde. Max Peiffer besuchte in Hattingen das Gymnasium. 1907 wurde sein Halbbruder Heinz (Enrico) geboren, 1913 seine Halbschwester Grace. 1914 legte er die Abiturprüfung ab. Auf Wunsch der Eltern begann er ein Medizinstudium in Bonn, entschied sich dann aber zum Jurastudium in Straßburg, Frankfurt am Main und München. Dort sah er Bilder Paul Klees in der Buchhandlung Goltz; später begegnete er dem Künstler auch persönlich. 1918 promovierte er über Kirchenrecht in Würzburg und legte das Referendarexamen ab. Es folgten einige Monate Militärausbildung in einer Kaserne in Mülheim an der Ruhr. 1919 war er Referendar am Amtsgericht Hattingen. Ab September führte er den Doppelnamen Peiffer Watenphul. Im Herbst fasste er den Entschluss, Maler zu werden und die juristische Laufbahn aufzugeben.
1919 wurde Peiffer Watenphul Schüler am Bauhaus in Weimar. Von Walter Gropius erhielt er die Erlaubnis, in allen Werkstätten zu hospitieren. Er bekam ein eigenes Atelier und besuchte den Vorkurs von Johannes Itten. In diese Zeit fällt der Beginn der Freundschaft mit Oskar Schlemmer, Wassily Kandinsky, Gerhard Marcks, Josef Albers, Paul Klee, Kurt Schwitters und Else Lasker-Schüler. Bis Ende 1923 hatte Peiffer Watenphul seinen Wohnsitz in Weimar. Ab 1920 war er Mitglied im Künstlerbund „Das Junge Rheinland“ in Düsseldorf, befreundet mit Otto Dix, der ihn porträtierte, Werner Gilles, Otto Pankok und Max Ernst. Der Galerist Alfred Flechtheim nahm Peiffer Watenphul unter Vertrag und sicherte ihm so finanzielle Unabhängigkeit. 1921 wurde die erste Ausstellung durch Ernst Gosebruch im Städtischen Kunstmuseum Essen veranstaltet. Von 1927 bis 1931 war er Lehrer für allgemeinen künstlerischen Entwurf an der Folkwangschule in Essen, wo auch Max Burchartz und Grete Willers, die mit ihm am Bauhaus in Weimar gewesen waren, unterrichteten. Das während der Bauhauszeit entstandene Interesse an der Fotografie konnte Peiffer Watenphul an der Folkwangschule vertiefen. Im November des Jahres 1921 folgte die erste Italienreise, die ihn über Rom und Neapel nach Positano führte, wo er seinen Künstlerfreund Karli Sohn-Rethel traf. 1922 arbeitete er in der Emailwerkstatt von Maria Cyrenius in Salzburg, einer ehemaligen Mitschülerin am Bauhaus. In Essen lernte er Alexej Jawlensky kennen. Am 1. Juli 1924 reiste er auf einem Frachtschiff über Kuba nach Mexiko, wo er sich fast ein Jahr lang aufhielt. 1925 war er mehrfach bei Jawlensky in Wiesbaden. Es folgten eine Reise mit Maria Cyrenius nach Ragusa, Jugoslawien und eine Reise nach Südfrankreich, Paris, Florenz und Rom. Mehrere Aufenthalte in Berlin und Reisen nach Paris, wo er sich mit Karli Sohn-Rethel und Florence Henri traf, folgten, ferner Reisen nach Südfrankreich und Marokko mit dem Sammler Klaus Gebhard.

### Italien
Von Oktober 1931 bis Juli 1932 hielt Peiffer Watenphul sich in Rom an der Deutschen Akademie in der Villa Massimo auf, gleichzeitig mit ihm Uli Nimptsch, Ernst Wilhelm Nay, Karl Rössing und Fritz Rhein. Er schloss Bekanntschaft mit Ludwig Curtius, Bernhard Degenhart und Eckart Peterich. Im Juli hielt er sich mit der Schwester Grace, Erika und Klaus Rössing in Gaeta auf. 1936 reiste er nach Italien, unter anderem nach Rom, Latina, Sorrent, Capri, Ischia und Sizilien.
1937 wurde die Situation in Deutschland immer bedrückender, die Post des Künstlers wurde überwacht. 1937 wurden in der Nazi-Aktion „Entartete Kunst“ aus dem Kronprinzen-Palais der Nationalgalerie Berlin, dem Museum Folkwang Essen, dem Nassauischen Landesmuseum Wiesbaden, dem Museum für Kunst und Heimatgeschichte Erfurt, den Kunstsammlungen der Universität Göttingen, der Städtische Kunsthalle Mannheim, dem Staatlichen Museum Saarbrücken, der Ruhmeshalle Wuppertal-Barmen und der Städtischen Bildergalerie Wuppertal-Elberfeld beschlagnahmt. Das in Pittsburgh ausgezeichnete Blumenstilleben (Öl, 75,5 × 73 cm, 1932), inzwischen Bestand der Nationalgalerie, wurde in der Ausstellung „Entartete Kunst“ in München 1937 gezeigt. Peiffer Watenphul entschloss sich im Herbst zur endgültigen Übersiedlung nach Italien. Unterstützung erhielt er durch seine Schwester Grace, die mit dem römischen Architekten Enrico Pasqualucci verheiratet war. Watenphuls Eltern zogen in diesem Jahr nach Essen, da der Stiefvater aus politischen Gründen vorzeitig aus dem Schuldienst entlassen wurde. Im Dezember 1937 reiste Peiffer Watenphul nach Ischia. Dort trafen sich mehrere deutsche Maler und Intellektuelle wie Werner Gilles, Rudolf Levy, Eduard Bargheer und der Komponist Gottfried von Einem.
1941 war Peiffer Watenphul aus finanziellen Gründen gezwungen, eine von Georg Muche vermittelte Stellung in Krefeld an der Fachschule für textile Flächenkunst als Nachfolger von Johannes Itten anzunehmen und nach Deutschland zurückzukehren. Er übernahm die Zeichen- und Malklasse. Häufigere Besuche bei Oskar Schlemmer in Wuppertal fanden statt. 1943 wurde das Krefelder Atelier zerstört. Den Sommer desselben Jahres verbrachte Peiffer Watenphul in Wien, danach unterrichtete er bis Winter 1946 an der Kunstgewerbeschule in Salzburg, wo er großen Einfluss auf die jungen Salzburger Maler ausübte. 1946 erhielt Peiffer Watenphul als Deutscher keine Aufenthaltsgenehmigung in Salzburg. Er flüchtete deshalb über Südtirol zu seiner Schwester nach Venedig, wo er dann zwölf Jahre lebte. 1948 nahm er an der Biennale in Venedig teil. Er schloss Freundschaft mit den Malern Filippo De Pisis und Felice Carena sowie mit der Sammlerin Peggy Guggenheim. In Venedig fand 1948 seine erste Einzelausstellung nach dem Krieg statt. 1949 machte er die erste Nachkriegsreise in den Süden Italiens nach Rom, Neapel, Caserta, Positano und Capri. In Positano fand ein Wiedersehen mit Karli Sohn-Rethel und Stefan Andres statt.
Im April 1950 war er für einen Monat in Florenz. Im selben Jahr erhielt er von Eberhard Hanfstaengl einen Raum auf der Biennale, in dem seine Venedig-Bilder gezeigt wurden. Im Herbst 1951 bekam Peiffer Watenphul wieder einen Pass und konnte eine Fahrt nach Salzburg antreten. Die Stadt stellte dem Künstler ab 1951 ein Atelier im Salzburger Künstlerhaus zur Verfügung, das ihm bis 1971 erhalten blieb. In Venedig traf er Max Ernst und Jean Arp wieder. Emilio Vedova, Giuseppe Santomaso, Carlo Cardazzo und der Kritiker Bruno Alfieri zählten zu seinen Freunden. Jean Cocteau schrieb ihm ein Vorwort für seine Ausstellungen. Im Januar 1952 machte er die erste Deutschlandreise nach dem Krieg: Essen, Dortmund, Wuppertal, Braunschweig, München waren die Stationen, danach fuhr er weiter nach Zürich. Seit 1952 beteiligte er sich regelmäßig an der Großen Kunstausstellung im Haus der Kunst, München. Er wurde Mitglied im wiedergegründeten Deutschen Künstlerbund und gehörte auch längere Zeit der Münchener Secession an. Er begann auf Anregung der Zürcher Galeristin Chichio Haller (geb. Trillhaase) erste Farblithographien zu erstellen. 1952 hatte er Ausstellungen im Museum Folkwang Essen, im Museum am Ostwall Dortmund und im Städtischen Museum Wuppertal. Im Frühjahr 1953 besuchte er Paris, wo er u. a. Daniel-Henry Kahnweiler und Florence Henri wiedersah. Seit 1954 verbrachte Peiffer Watenphul das Frühjahr und den Herbst auf Ischia, den Sommer in Salzburg. Im März 1956 hatte er eine bedeutende Ausstellung in der Salzburger Residenz. 1957 zeigte der Kunstverein in Stuttgart in seinen Räumen eine Ausstellung mit 60 Gemälden, 40 Aquarellen und mehreren graphischen Blättern und Zeichnungen. Im Herbst 1957 erwarb der Künstler ein kleines Atelier in Rom, in der Nähe der Piazza di Spagna. Von der Terrasse aus hatte er den Blick auf den Pincio. Er beteiligte sich an einer Ausstellung im römischen Palazzo delle Esposizioni 1958/59 mit dem Titel „Arte tedesca dal 1905 ad oggi“. Eine umfassende Retrospektive im Städtischen Museum Leverkusen zeigte neben dem Frühwerk die Venedig-Bilder.

### Rom
Im Herbst 1958 übersiedelte Peiffer Watenphul nach Rom. In den 1960er-Jahren machte er viele Reisen in den Süden Italiens. Befreundet war er mit den deutschen Korrespondenten in Rom, Josef Schmitz van Vorst, Gustav René Hocke und Erich Kusch. 1960 reiste er für einen Monat in den Libanon und im Oktober 1961 zum ersten Mal nach Griechenland. Eine Ausstellung der Kunsthalle zu Kiel betonte 1961 die Bedeutung der Venedig- und Rom-Bilder. Im Februar 1963 starb die Mutter des Künstlers in Rom. Seit 1964 reiste er jedes Jahr nach Korfu, wo er eine kleine Wohnung mietete. Er blieb dort meistens von April bis Juni. Peiffer Watenphul wurde ab 1963 als Nachfolger Kokoschkas an die Internationale Sommerakademie für Bildende Kunst in Salzburg berufen und unterrichtete dort jeweils drei Monate im Jahr. Er erhielt den Ehrenring der Stadt. 1965 wurde der Künstler ordentliches Mitglied der Bayerischen Akademie der Schönen Künste in München. Im selben Jahr zeigte die römische Galleria La Medusa eine Ausstellung seiner Werke von 1921 bis 1964. Zu seinem 70. Geburtstag 1966 veranstalteten die Galeristen Otto Stangl in München und Friedrich Welz in Salzburg Ausstellungen. Im November 1969 erhielt er das Große Verdienstkreuz der Bundesrepublik Deutschland. Im Dezember 1970 entstand das letzte Gemälde, im weiteren Verlauf nur noch Zeichnungen, Aquarelle und Lithographien. 1972 fand eine Retrospektive in der Kunsthalle in Darmstadt mit 90 Gemälden und 60 Aquarellen statt.
Peiffer Watenphul starb kurz vor seinem 80. Geburtstag am 13. Juli 1976 in Rom, er wurde auf der Grabstätte seiner Familie auf dem Cimitero acattolico in Rom beigesetzt.

## Ehrungen
- Rom-Preis
- „Additional Award“ der Universität Pittsburgh 1933
- Ehrenring der Stadt Salzburg 1964
- Mitglied der Bayerischen Akademie der Schönen Künste München seit 1965
- Großes Verdienstkreuz der Bundesrepublik Deutschland 1969

## Ausstellungen (Auswahl)
- 1921: Städtisches Kunstmuseum Essen und Große Berliner Kunstausstellung
- 1925: Museum Wiesbaden
- 1933: Pittsburgh, Thirty-First Annual International Exhibition of Paintings, Carnegie Institute
- 1948: Venedig. XXIV. Biennale
- 1950: Venedig, XXV. Biennale
- 1952: Essen, Max Peiffer Watenphul, Museum Folkwang
- 1956: Salzburger Residenz, Salzburg
- 1957: Kunstverein Stuttgart
- 1959: Retrospektive im Städtischen Museum Leverkusen
- 1961: Kunsthalle zu Kiel
- 1965: Galleria La Medusa, Rom
- 1972: Retrospektive in der Kunsthalle Darmstadt
- 1976: Bayerische Akademie der Schönen Künste, München
- 1991: Wuppertal, Max Peiffer Watenphul. Gemälde, Von der Heydt-Museum,
- 1995: Mailand, Rifugio precario. Artisti e intellettuali tedeschi in Italia 1933–1945, Palazzo della Ragione; Berlin, Akademie der Künste
- 1996–1997: Rom, Max Peiffer Watenphul, Deutsche Akademie Villa Massimo; Hannover, Sprengel Museum; Venedig, Deutsch-Italienische Kulturgesellschaft, Palazzo Albrizzi
- 1999: Berlin, Max Peiffer Watenphul. Ein Maler photographiert Italien, Bauhaus-Archiv[5]
- 1999: Weimar, Max Peiffer Watenphul von Weimar nach Italien, Bertuchhaus und Kunstkabinett
- 2000: Rom, Max Peiffer Watenphul e l'Italia, Museo Nazionale di Castel Sant'Angelo[5]
- 2001: Salzburg, Max Peiffer Watenphul. Stilleben und Photographien, Rupertinum
- 2004: Salzburg. Max Peiffer Watenphul. Salzburg, Bilder einer Stadt, Galerie der Stadt Salzburg
- 2005: Essen, Max Peiffer Watenphul – Das Industriebild, Museum Folkwang
- 2007: München, Max Peiffer Watenphul – Zeichnungen, Pinakothek der Moderne, Staatliche Graphische Sammlung München
- 2022: Chemnitz, Max Peiffer Watenpuhl – Vom Bauhaus nach Italien, Museum Gunzenhauser Chemnitz